# Reina Triendl
Reina Triendl (jap. トリンドル 玲奈, Torindoru Reina; * 23. Januar 1992 in Wien) ist eine österreichisch-japanische Schauspielerin und Model, die in Japan tätig ist und dort zahlreiche Rollen in Fernsehserien und Filmen hatte.

## Biografie
Triendl ist die ältere von zwei Töchtern eines Österreichers und einer Japanerin. Sie verbrachte ihre ersten Lebensjahre in Wien. Aufgrund der Arbeit ihres Vaters zog die Familie mehrmals um, darunter nach Frankreich und in die Vereinigten Staaten. Seit der ersten Klasse der Mittelschule lebt Triendl in Tokio. Sie studierte an der Fakultät für Umwelt und Informatik der Keiō-Universität und schloss im September 2015 ab. Während ihres zweiten Jahres an der Oberschule wurde Triendl von der Talentagentur Platinum Production entdeckt und als Model unter Vertrag genommen. Sie war Exklusivmodell für die Magazine JJ und Vivi, gegenwärtig ist sie dies für With. 2011 war sie Gastsängerin im Lied Love Disco von Ryō Fukawa.
2012 begann Triendl zu schauspielern und gab ihr Debüt in der Fernsehserie Kuro no Onna Kyōshi auf TBS. Seit Januar 2013 war sie in bisher allen Staffeln (mit Ausnahme der ersten) der Reality-TV-Show Terrace House auf Fuji TV als Co-Moderatorin tätig. Ihre erste Film-Hauptrolle hatte sie 2015 in dem von Sion Sono gedrehten Horrorfilm Tag. Dafür erhielt sie bei der 19. Austragung des Fantasia International Film Festival in Montreal die Auszeichnung als beste Schauspielerin. Bis 2019 trat sie in drei weiteren Filmen und in zwei Dutzend Fernsehserien auf.

## Filmografie

### Fernsehserien
- Kuro no Onna Kyōshi, TBS, 2012
- Sugarless, NTV, 2012
- Biblia Koshodō no Jiken Techō, Fuji TV, 2013
- Cheap Flight, NTV, 2013
- Bad Boys J, NTV, 2013
- Shiawase ni Naru 3-tsu no Kaimono: "Ii ne!" o Katta Onna, Kansai TV, 2013
- Yamada-kun & the 7 Witches, Fuji TV, 2013
- Mizuki Shigeru no Gegege no Kaidan: Yōkai Makura Kaeshi, Fuji TV, 2013
- Danda Rin ~ Roudō Kijun Kantokukan, NTV, 2013
- Lost Days, Fuji TV, 2014
- Gomen ne Seishun!, TBS, 2014
- Fuben na Benriya, TV Tokyo, 2015
- Aru Hi, Ahiru Bus, NHK BS Premium, 2015
- 37.5°C no Namida, TBS, 2015
- Itsuka Tiffany de Choushoku wo, NTV, 2015–2016
- Saigo no Resutoran, NHK, 2016
- Seisei Suruhodo, Aishiteru, TBS, 2016
- Kuroi Junin no Onna, YTV-NTV, 2016
- Joshu Seven, TV Asahi, 2017
- Kanna-san! , TBS, 2017
- Anata niwa kaeru ie ga aru, TBS, 2018
- Bokura wa kiseki de dekite iru, Fuji TV, 2018
- Perfect Crime, TV Asahi, 2019
- The Lunchtime Detective, NTV-YTV, 2020

### Filme
- Bad Boys J The Movie: Saigo ni Mamoru Mono, 2013
- Ju-On: The Beginning of the End, 2014
- Terrace House: Closing Doors, 2015
- Tag, 2015
- Ninkyo Yaro, 2016